# Polygonella
Polygonella, rod u porodici dvornikovki. Pripada mu 11 vrsta sa istoka Sjeverne Amerike. Prije se vodio kao sinonim za Polygonum, ali su njegov genetski status potvrdili Desjardins et al. (2023)

## Vrste
1. Polygonella americana (Fisch. & C.A.Mey.) Small
2. Polygonella articulata (L.) Meisn.
3. Polygonella basiramia (Small) G.L.Nesom & V.M.Bates
4. Polygonella ciliata Meisn.
5. Polygonella fimbriata (Elliott) Horton
6. Polygonella gracilis (Nutt.) Meisn.
7. Polygonella macrophylla Small
8. Polygonella myriophylla (Small) Horton
9. Polygonella parksii Cory
10. Polygonella polygama (Vent.) Engelm. & A.Gray
11. Polygonella robusta (Small) G.L.Nesom & V.M.Bates